# Metzleria mexicana
Metzleria mexicana là một loài Rêu trong họ Dicranaceae. Loài này được (Mitt.) Cardot mô tả khoa học đầu tiên năm 1909.